# Gymnosoma canadense
Gymnosoma canadense là một loài ruồi trong họ Tachinidae.